# Hartmut Enke
Hartmut Enke (* 20. Oktober 1952; † 27. Dezember 2005 in Berlin) war ein deutscher Musiker und Bassist der Gruppe Ash Ra Tempel.

## Leben
Die erste Schulband gründete er mit seinem Freund und Schulkameraden Manuel Göttsching bei seiner Geburtstagsparty im Alter von 15 Jahren. 
1970 bestand das kurzzeitige Projekt Steeple Chase Blues Band mit Manuel Göttsching, Wolfgang Müller und Volker Zibell.
Im gleichen Jahr gründete Manuel Göttsching mit Hartmut Enke und Klaus Schulze die Band Ash Ra Tempel. Das gleichnamige Debüt-Album wurde mit Conny Planks Hilfe in Hamburg aufgenommen und 1971 veröffentlicht. Im selben Jahr verließ Schulze die Band wieder. Das zweite Album Schwingungen entstand 1972 durch Manuel Göttsching, Hartmut Enke und diverse Gästen ebenso wie das Album Seven Up, das in der Schweiz mit Timothy Leary und weiteren Gästen entstand. Join Inn, das dritte Album von 1972, entstand während der Sessions zu Walter Wegmüllers Album Tarot. Das Line-Up zu Join Inn bestand wieder aus Manuel Göttsching, Hartmut Enke, Klaus Schulze sowie Rosi Müller.
1973 fand im Pariser Théâtre de l’Ouest ein Konzert statt, das zum internationalen Durchbruch von Ash Ra Tempel führte. Kurz darauf schied Hartmut Enke aus der Band aus, zog nach Berlin und beendete seine Musikerkarriere. Der Kontakt zu Manuel Göttsching blieb bis zu seinem Tod bestehen. Göttsching widmete Hartmut Enke sein Solokonzert am 2. Juni 2010 in Paris im Parc de la Villette.

## Diskografie
mit Ash Ra Tempel
- 1971: Ash Ra Tempel (Album)
- 1972: Kosmische Musik
- 1972: Schwingungen
- 1973: Join Inn
- 1973: Seven up
- 1973: Tarot
- 1974: Sci Fi Party
- 1976: Communication – The Best Of Ash Ra Tempel
- 1998: Join Inn / Starring Rosi
- 1998: Schwingungen / Seven Up

weitere Aufnahmen
- 1973: Walter Wegmüller: Tarot